# Georges Martin (ciclista)
Georges Martin (Chamelet, 6 novembre 1915 – Beaujeu, 3 gennaio 2010) è stato un ciclista su strada francese, professionista dal 1939 al 1950.

## Carriera
Fu uno dei protagonisti della rocambolesca edizione della Parigi-Roubaix del 1949 quando, mentre era nel gruppo degli inseguitori con Serse Coppi, il quale vinse la volata di questo drappello. 
Insieme al corridore piemontese, chiese che i fuggitivi fossero squalificati, in quanto non avevano seguito il percorso stabilito. La vittoria andò quindi a Coppi e solo dopo molti mesi Mahé ottenne, a seguito dei ricorsi inoltrati alla federazione francese e all'Unione Ciclistica Internazionale, la vittoria ex aequo, e Georges Martin ottenne il terzo posto, anche lui con ex aequo, con i corridori Frans Leenen e Jacques Moujica.

## Palmarès
- 1946

Circuito delle Sei province
- 1947

4a tappa Giro del Delfinato

## Piazzamenti

### Classiche monumento
- Parigi-Roubaix

1949: 3º